# قیمومت مناطق غربی (چین)

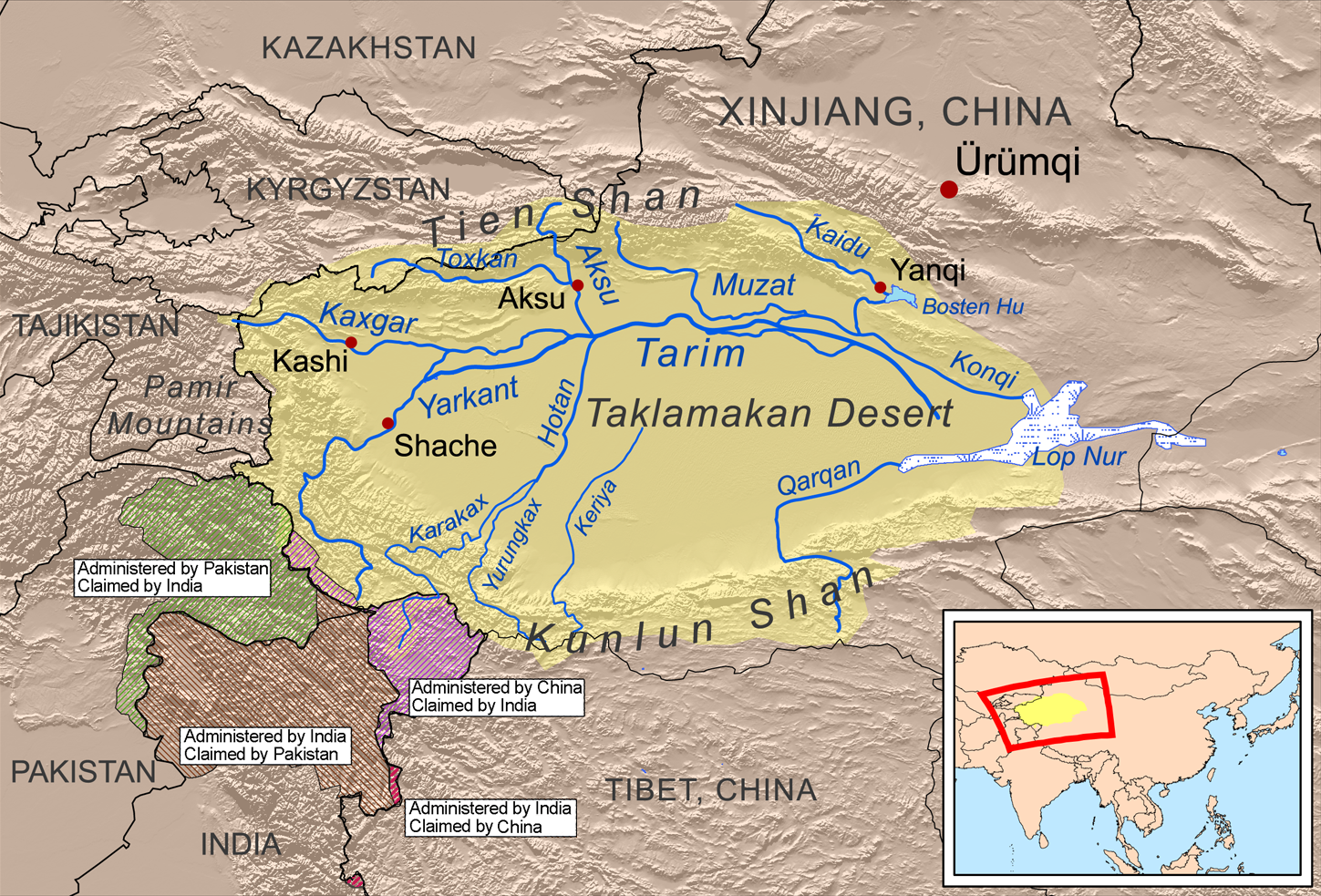
حوضهٔ تاریم امروزی و نواحی اطراف آن

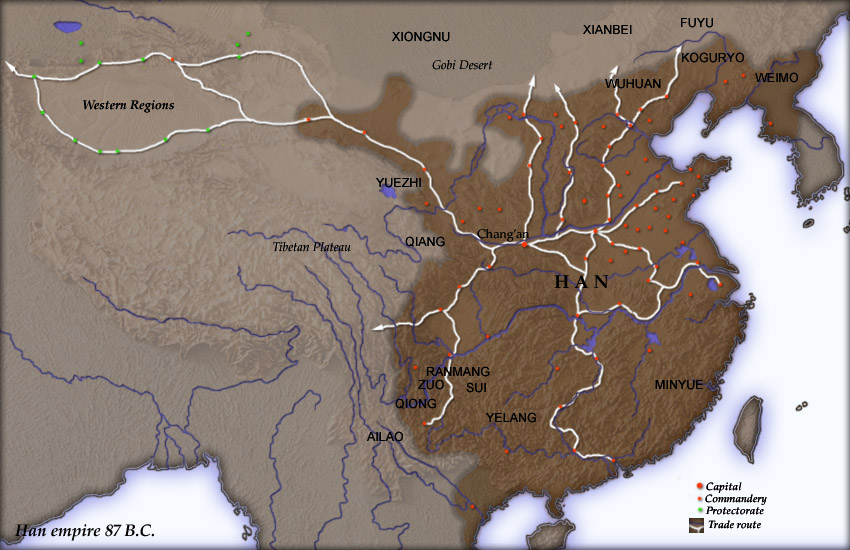
پادشاهی چینی دودمان هان ۸۷ سال قبل از میلاد. سمت چپ در بالای تصویر مناطق غربی را نشان می‌دهد و سمت راست در بالای تصویر پایتخت یعنی شهر چانگ آن و موقعیت سایر فرمانداری‌ها را نشان می‌دهد.

قیمومت یا سرپرستی مناطق غربی (انگلیسی: Protectorate of the Western Regions) یک تقسیم‌بندی پادشاهی بود که از سوی دودمان هان در طی قرن‌های دوم پیش از میلاد تا قرن هشتم پس از میلاد بر روی بسیاری از ایالت‌های کوچک‌تر مستقل و پیشین در غرب چین (با اصالت غیرچینی) که در چین با نام مناطق غربی چین (Western Regions Chinese) شناخته می‌شود، اعمال شد.
مناطق غربی بیشتر به مناطق غربی گذرگاه یومن (Yumen Pass) به خصوص حوضه تاریم اشاره دارد. بعدها این مناطق شهر طلایی (Altishahr) (سین کیانگ جنوبی به جز جونغارستان) نام گذاری شد. پیش از این، مناطق غربی، بیشتر برای آسیای مرکزی و در برخی موارد بخش‌هایی از جنوب آسیا به کار می‌رفت.